# Союз-38
«Союз-38» — пилотируемый космический полет транспортного пилотируемого космического корабля Союз на орбитальную станцию Салют 6. Это был седьмой космический полет организованный в рамках международной программы космических Интеркосмос и первый с участием космонавта — гражданина Кубы.

## Параметры полёта
- Масса аппарата — 6,8 т.
- Наклонение орбиты — 51,64°.
- Период обращения — 88,94 (91,38) мин.
- Перигей — 199,7(345) км.
- Апогей — 273,5(357,5) км.

## Экипаж старта и посадки
- Командир — Романенко, Юрий Викторович (2)
- Космонавт-исследователь — Тамайо Мендес, Арнальдо (1) (исп. Tamayo Mendez Arnaldo) (Куба)

## Дублирующий экипаж
- Командир — Хрунов, Евгений Васильевич
- Космонавт-исследователь — Лопес Фалькон, Хосе Армандо (исп. Lopez Falkon, Jose Armando) (Куба)

## Описание полёта
Пуск произошёл 18 сентября 1980 года в 19:11:00 с космодрома Байконур в Казахстане. В это время на станции «Салют-6» работал четвёртый основной экипаж — Леонид Попов и Валерий Рюмин. В 20 часа 49 минуты следующего дня произошла стыковка на орбите с орбитальным комплексом Салют-6.
Спускаемая капсула корабля Союз-37 использовалась для приземления космонавтов Рамоненко и Тамайо.

### Достижения
- Седьмой международный полёт по программе «Интеркосмос».

- Впервые в космосе космонавт Кубы и Латинской Америки.

## Научные Эксперименты
Во время пребывания корабля Союз-38 в составе станции Салют-6 были проведены следующие эксперименты:

### Суппорт
Цель медицинского эксперимента Суппорт — изучение динамики изменений опорной функции свода стопы человека в условиях невесомости, а также разработка средств и мер для избежания таких изменений.

#### Оборудование использовавшиеся в эксперименте
В эксперименте использовались профилированные супинаторы разработанные специалистами из кубинского Национального института спорта, физкультуры и развлечений .

### Атуэй
Целью эксперимента Атуэй ставилось изучение влияния космической среды на внутриклеточные процессы и рекомбинацию дрожжей.

### Кортекс
В эксперименте Кортекс определяли функциональное состояние центральной нервной системы человека в условиях космического полета.

#### Оборудование использовавшиеся в эксперименте
В ходе эксперимента использовалось оборудование Кортекс .

### Карибэ
Карибэ это эксперимент направленный на изучение космического материаловедения. В ходе эксперимента проводилось получение эпитаксиальных пленок из арсенида галлия, легированного алюминием.

#### Оборудование использовавшиеся в эксперименте
В ходе эксперимента Карибэ использовалось оборудование Кристалл и Сплав-01.

#### Научная подготовка эксперимента
- Гаванский университет
- Институт космических исследований АН СССР.

### Антропометрия
В эксперименте Антропометрия шло изучение влияния космического полёта на организм человека.

#### Оборудование использовавшиеся в эксперименте
В эксперименте использовались калиброметры разработанные специалистами из кубинского Национального института спорта, физкультуры и развлечений .

### Координация
Цель эксперимента Координация оценка динамики психомоторной деятельности в начальный период адаптации к невесомости.

#### Оборудование использовавшиеся в эксперименте
В эксперименте использовался прибор «Кординограф», созданный кубинскими специалистами Военно-медицинского научно-исследовательского института.

### Восприятие
Цель медицинского эксперимента Восприятие — изучение динамики изменений сенсорных функции человека в острый период адаптации к невесомости.

#### Оборудование использовавшиеся в эксперименте
В ходе эксперимента использовались следующие приборы:
- Контакт
- Стезиометр
- Леман

### Мультипликатор
в ходе этого биологического эксперимента проводилось изучение влияния невесомости на рост микроорганизмов.

#### Оборудование использовавшиеся в эксперименте
В ходе эксперимента использовался анализатор разработанный советскими специалистами.

### Биосфера-К
В эксперименте Биосфера-К (где К означает Куба) ставилась задача получения информации с помощью визуально-инструментальных наблюдений о биосфере, изучения динамики долговременных природных процессов, проведения работ в интересах геологии, океанологии и метеорологии. Эксперимент Биосфера-К являлся продолжением эксперимента Биосфера, Биосфера-М и Биосфера-В проведённого международными экипажеми кораблей Союз-31,Союз-36 и Союз-37 соответственно.